# Cinarin
A cinarin a hidroxifahéjsavak közé tartozó vegyület, megtalálható az articsókában (Cynara cardunculus), annak biológiai hatásáért felelős. Kémiailag a kínasav és két molekula kávésav karbonsavésztere. Máj- és epebántalmak ellen használható.

## Fordítás
Ez a szócikk részben vagy egészben  a   Cynarine című angol Wikipédia-szócikk ezen változatának fordításán alapul.  Az eredeti cikk szerkesztőit annak laptörténete sorolja fel. Ez a jelzés csupán a megfogalmazás eredetét és a szerzői jogokat jelzi, nem szolgál a cikkben szereplő információk forrásmegjelöléseként.